# Chilostigmodes forcipatus
Chilostigmodes forcipatus är en nattsländeart som beskrevs av Martynov 1914. Chilostigmodes forcipatus ingår i släktet Chilostigmodes och familjen husmasknattsländor. Inga underarter finns listade i Catalogue of Life.